# Link
Link (リンク Rinku?) är huvudfigur och hjälte i spelserien The Legend of Zelda av Nintendo och Shigeru Miyamoto. Han räknas som en av de mest kända TV-spelsfigurerna. Under sina äventyr är Link vanligen klädd i en grön tunika med en grön luva. 
Links uppdrag är ofta att befria Prinsessan Zelda från den onde Ganondorf (alterego Ganon) som kidnappar henne i syfte att stjäla de tre bitarna ur Trekraften för att kunna ta över Hyrule, det land där Zelda-serien för det mesta utspelas. 

## Reinkarnation
Link är inte alltid en och samma person i de olika spelen; hjälten återföds som en annan person men med samma namn. Därför kan man se vissa förändringar i utseendet och olika hjältetitlar hos olika Link. Vanligtvis är karaktären vänsterhänt. 

## Master Sword
Svärdet Link brukar söka efter och använda heter Master Sword (svensk översättning: mästarsvärdet), och är även känt som The Blade of Evil's Bane. Svärdet dyker första gången upp i The Legend of Zelda: A Link to the Past där det sitter fast i en sten och för att kunna dra det måste Link ha hittat tre medaljonger. Utan Master Sword går vissa rollfigurer inte att besegra.

## Utmärkelser
- Link har vunnit kategorin "Bästa spelfigur" i Club Nintendo Awards två gånger; 2001 och 2003.